# Ostindiefararen Gustaf III
Ostindiefararen Gustaf III, byggd på Djurgårdsvarvet var ett av Svenska Ostindiska Companiets skepp. Skeppet hade 512 41/100 läster, 18 kanoner och 155 mans besättning. Under fjärde oktrojen (1786-1806) lämnas följande uppgifter: 499 1/5 läst (474 4/5), 29 kanoner, 160 man.
Skeppet gjorde mellan 1779 och 1805 totalt 9 resor till Kanton.
- Första resan gick till Kanton 7 mars 1779-19 juni 1780[2]
- Andra resan gick till Kanton 2 februari 1781-12 juli 1782[3]
- Tredje resan gick till Kanton 24 februari 1783-18 juni 1784[4]
- Fjärde resan gick till Kanton 17 december 1785-17 juli 1787[5]
- Femte resan gick till Kanton 20 februari 1791-2 juli 1792[6]
- Sjätte resan gick till Kanton 2 mars 1797-1 oktober 1798[7]
- Sjunde resan gick till Kanton 3 maj 1799-18 augusti 1801[8]
- Åttonde resan gick till Kanton 28 juni 1802-23 september 1803[9]
- Nionde resan gick till Kanton 15 juni 1804-1 november 1805[10]